# Phasis (fils d'Hélios)
Pour les articles homonymes, voir Phasis (homonymie).
Dans la mythologie grecque, Phasis (en grec ancien: Φᾶσις) est une divinité fluviale du Colchide et le fils d'Hélios, le titan du soleil, et de l'Océanide Ocyrhoé.

## Famille
Ses parents sont le titan du soleil Hélios, et l'Océanide Ocyrhoé. Cela fait donc des titans Hypérion et Théia ses grands-parents paternels et des titans Océan et Téthys ses grands-parents maternels.

## Mythe
Selon la Théogonie d'Hésiode, Ocyrhoé s'unit à Hélios, le Soleil, de qui elle eut un fils, Phasis. Ce dernier la tua après l'avoir vue avec un amant. Hanté par les remords et tourmenté par les Érinyes pour ce matricide, Phasis se suicida en se jetant dans une rivière située dans le Colchide, l'Arcturus, qui a alors pris son nom pour s'appeler Phasis. Aujourd'hui, la même rivière porte le nom de Rioni et coule en Géorgie.
Selon Flaccus, le dieu tenta un jour d'enlever la nymphe Éa qui demanda l'aide des dieux pour lui échapper, ceux-ci la transformant alors en île.